# Фонограмма
Фоногра́мма (от греч. φωνή «звук» + γράμμα «запись») — звуковые сигналы, полученные в результате звукозаписи и содержащиеся на аналоговом или цифровом носителе, или записанные в определённом файле.
Общее определение фонограммы следует отличать от определения в законодательстве об авторском праве и смежных правах, где фонограмма — это любая, но исключительно звуковая запись исполнений или иных звуков, то есть, например, звуковая запись на компакт-кассете и звуковая запись, которая является неотъемлемой частью кинофильма, будут охраняться по-разному.

## Изготовление и история фонограмм
Процесс изготовления фонограммы включает в себя:
- Аранжировку. Подготовка и адаптация фонограммы.
- Запись. Процесс записывания музыки на носитель информации. Он проводится в студии звукозаписи.
- Микширование. Создание из отдельно записанных кусков произведения конечной записи.
- Мастеринг. Перенос записанной фонограммы на цифровые носители для большего распространения.

В первой половине XX века роль музыкального продюсера чаще всего сопоставлялась с ролью продюсера кинофильма.

## Классификация фонограмм
Фонограммы классифицируют в соответствии с видом и характеристиками сохраняемой информации и принципом записи.
По виду сигнала различают аналоговые и цифровые фонограммы.
В качестве базовой характеристики записанной информации обычно рассматривают наличие в фонограмме информации о пространственном размещении источников звука. В соответствии с чем различают фонограммы:
- монофонические (один канал записи; информация о пространственном размещении отсутствует);
- стереофонические (два канала), сюда же относят стереофонические системы с отдельным монофоническим каналом для низких частот;
- многоканальные.

В зависимости от носителя записи различают:
- фотографические (на киноплёнках);
- магнитные (на магнитных лентах);
- механические (на грампластинках);
- оптические (на Audio CD, SACD, DVD-Audio);
- цифровые (на гибких или жёстких магнитных дисках, кассетах для стримеров, оптических дисках, полупроводниковых флеш-носителях и т. п.).

Несмотря на фактическое использование разных материальных носителей, цифровые фонограммы выделены в отдельную группу в связи с тем, что для их копирования не требуется перезапись и перекодирование сигнала, поскольку с точки зрения носителей её можно представить в виде обычного бинарного файла.